# Кобеко, Павел Павлович
Па́вел Па́влович Кобе́ко (31 мая [11 июня] 1897, Вильна, Российская империя — 6 января 1954, Ленинград, Российская СФСР, СССР) — советский учёный-физик и физикохимик, специалист в области диэлектриков, сегнетоэлектричества, аморфных тел и полимеров, доктор физико-математических наук, профессор, член-корреспондент АН СССР (29.09.1943).
Основную известность получил благодаря исследованиям в области механики и электродинамики аморфных тел.

## Биография
Родился 11 июня 1897 года в городе Вильна в дворянской семье, был четвёртым ребёнком в семье. Его отец, Павел Фомич Кобеко, окончил Александровский лицей, был нотариусом в Виленской судебной палате, имел чин статского советника. Дед П. П. Кобеко по отцовской линии, Фома Фомич Кобеко, был советником правления Государственного заёмного банка в Санкт-Петербурге, имел чин тайного советника. Дядя П. П. Кобеко, брат его отца, Дмитрий Фомич Кобеко, был экономистом, членом-корреспондентом Российской академии наук, известным пушкинистом, занимал должность директора Императорской публичной библиотеки, был казначеем Литературного фонда. Мать П. П. Кобеко, Елена Ивановна Кобеко (урождённая Сердюкова), также была из дворянской семьи; её отец был сослуживцем Павла Фомича Кобеко.
П. П. Кобеко до 10 лет обучался дома, а в 1907 году поступил в мужскую гимназию в Вильне, где проучился до 1915 года. После эвакуации обучался в Мстиславльской гимназии, а сразу после её окончания в 1917 году был призван в армию. Проходил службу в 6-м артиллерийском дивизионе в Невеле в чине фейерверкера. В том же году был демобилизован из-за туберкулёза в открытой форме, после чего поступил на физико-математический факультет Московского университета. После того, как произошла Октябрьская революцию, ему пришлось бросить обучение, чтобы заботиться о семье. В 1918 году он поступил на работу в уездный комитет народного образования в Мстиславле — сначала на должность секретаря, а затем на должность учителя Кудричской начальной школы (при этом он был единственным учителем этой школы, а сама школа размещалась в бывшем имении Кобеко в Кудричах, в котором они и продолжали жить).
В 1921 году поступил в Горецкий сельскохозяйственный институт, который окончил в 1924 году. В том же году переехал в Ленинград и в марте 1925 года поступил в Ленинградский физико-технический институт (ЛФТИ), где проработал до 1951 года. В 1930 году начал работу в Ленинградском политехническом институте имени Калинина, а в 1935 году П. П. Кобеко защитил докторскую диссертацию на тему «Физико-химические свойства диэлектриков» и в 1936 году стал профессором Ленинградского политехнического института имени Калинина.
ЛФТИ в 1941 году был эвакуирован в Казань, однако Кобеко, несмотря на возможность уехать из города вместе с институтом, остался: работал в должности научного руководителя Ленинградского филиала института, а с июня 1942 по 1945 год — руководителем филиала. В это же время был членом Комиссии по реализации оборонных изобретений. Во время блокады Ленинграда несколько раз попадал под обстрелы и бомбёжки, был контужен, получил повреждение черепа и перелом кисти руки.
В 1943 году был избран членом-корреспондентом Академии наук СССР. В 1943—1945 годах работал деканом физико-механического факультета Ленинградского политехнического института. С 1947 года — заместитель директора ЛФТИ по научной работе; в 1949 году вошёл в состав созданной комиссии по исследованию и техническому применению диэлектриков. С 1952 года работал в Институте высокомолекулярных соединений АН СССР.
Павел Павлович Кобеко скончался 6 января 1954 года.

## Научная деятельность
В марте 1925 года Кобеко начал работать препаратом в физико-технической лаборатории, руководимой А. Ф. Иоффе. Он поступил к Курчатову в качестве служителя, который варил олифу и убирал помещения. Позже выяснилось, что Кобеко имел диплом высшей сельскохозяйственной школы и он стал научным сотрудником в лаборатории. В 1929 году Павел Павлович Кобеко и Игорь Васильевич Курчатов начали исследовать явление высокой диэлектрической проницаемости сегнетовой соли. Во время экспериментов учёные получили тонкие пластины сегнетовой соли и обнаружили в её кристаллах спонтанную поляризацию. Так был открыт механизм сегнетоэлектрического эффекта и новый класс сегнетоэлектриков. За эту работу Кобеко был удостоен премии Наркомата тяжёлой промышленности.
В 1932 году Кобеко организовал лабораторию аморфного состояния в ЛФТИ, где совместно с Е. В. Кувшинским и Г. И. Гуревичем исследовал релаксационные механизмы стеклования аморфных тел и показал, что их характер является отличительной чертой аморфного состояния. Свои первые результаты исследований в этой области были им опубликованы в 1933 году в монографии «Аморфное состояние».
Во время советско-финляндской войны сотрудники Физтеха изготовили «бронещиты» для самолётов, а также под руководством Кобеко создали ряд новых материалов: морозостойкий синтетический каучук, полимерные смазки и жидкость амортизаторов самолётов. Ещё до начала войны был создан новый материал — эскапон; его использование для изоляции кабеля позволило отказаться от зарубежных поставок. Серийный выпуск этого кабеля был налажен на заводе «Севкабель». За эту работу П. П. Кобеко получил благодарность Красной армии и войск противовоздушной обороны. Уже после начала Великой Отечественной войны разрабатывались высокомолекулярные присадки-загустители, новые морозостойкие смазки.
В 1941—1944 годах Павел Павлович Кобеко руководил всеми оборонными работами ЛФТИ в осаждённом Ленинграде, в том числе исследованиями ледового покрытия Ладожского озера, по которому было организовано снабжение города на кораблях Балтийского флота. Для работ в ноябре 1941 года по созданию ледовой Дороги жизни привлекал специалистов различных научных и учебных учреждений, оставшихся в блокированном городе. Научные сотрудники по заданию командования Ленинградского фронта измерили вязкость льда, толщину и грузоподъёмность, условия пролома. Кобеко разработал методику изучения льда, предложив идею самописца, регистрирующего колебания льда, — «прогибографа». С помощью этого прибора было определено, с какой скоростью должны двигаться автомобили и при каких условиях танки могут форсировать Неву. Одну из технических проблем, связанных с обеспечением непрерывной работы прогибографов, решила Софья Владимировна Кобеко, жена Павла Павловича, предложив оригинальную конструкцию незамерзающих прорубей.
После войны активно занимался исследованием полимеров: в частности, влиянием давления на полимеризацию.
Академик Иоффе в 1950 году, давая характеристику научной деятельности Кобеко, назвал его «крупнейшим советским физиком и физикохимиком, основателем … школы исследователей в области молекулярной физики жидкостей, стёкол и полимеров, создателем нового направления в механике и электродинамике аморфных тел».

### Основные научные работы
- Кобеко П. П. Физико-химические свойства диэлектриков. — Л.: Госхимтехиздат, 1934. — 358 с.
- Кобеко П. П. Аморфные вещества: Физико-химические свойства простых и высокомолекулярных аморфных тел. — М.: АН СССР, 1952.

## Награды
- Орден Ленина (№ 19171, от 17.05.1944 за самоотверженную работу по сохранению в условиях блокады г.Ленинграда научных и культурных ценностей в институтах, музеях и библиотеках АН СССР, являющихся национальным богатством страны)
- Орден Отечественной войны 2-й степени
- Орден Трудового Красного Знамени
- Медаль «За оборону Ленинграда»
- Медаль «За победу над Германией в Великой Отечественной войне 1941—1945 гг.»
- Медаль «За доблестный труд в Великой Отечественной войне 1941—1945 гг.»

## Семья
Жена — Софья Владимировна Кобеко (урождённая Туторская, 1907—1952), физик, специалист в области диэлектриков. Награждена медалью за трудовую доблесть. Павел Кобеко познакомился с ней вскоре после того, как в 1924 году переехал в Ленинград. Скоропостижно скончалась в 1952 году от белокровия. Её смерть, по воспоминаниям академика Александрова, «окончательно подкосила» П. П. Кобеко — и вскоре он умер.